# تعدد الزوجات في البحرين
مثل العديد من دول العالم الإسلامي فإن تعدد الزوجات قانوني في البحرين. ومع ذلك ووفقا لمركز البحرين لحقوق الإنسان الذي كتب عن حقوق المرأة في البحرين في الوقت الحالي فإن تعدد الزوجات يمارس فقط من قبل أقلية من المواطنين البحرينيين على الرغم من أن مستويات التعليم ومناطق السكن لا تلعب على عكس معظم الدول دورا قويا في الإحصاءات المكونة من المواطنين الذين يمارسون تعدد الزوجات.